# Задужбина Љубице М. Здравковић
Задужбина Љубице М. Здравковић налази се на адреси Синђенићева 16, при градској општини Врачар у Београду. Сама задужбина обухвата објекат у Синђелићевој 26, као и два дворишта десно и лево од зграде, укупне површине 216м2, и укљчује један двособни стан, као и пет једнособних стамбених јединица и две собе.
Циљ задужбине Љубице М. Здравковић јесте примарно помагање студената Београдског унивезитета. Овај циљ се сваке године остварује тако што се средствима задужбине материјално помажу студенти Београдског универзитета, студенти се бирају путем конкурса који се сваке године расписује при Фондацији  „Нови добротвори Универзитета у Београду“. Резултати пређашњих конкурса, као и датуми наступајућих су јавна информација и могу се наћи на сајту Универзитета у Београду.